# Гаф-Мун (Північна Кароліна)
Гаф-Мун (англ. Half Moon) — переписна місцевість (CDP) в США, в окрузі Онслов штату Північна Кароліна. Населення — 7543 особи (2020).

## Географія
Гаф-Мун розташований за координатами 34°49′47″ пн. ш. 77°27′33″ зх. д. / 34.82972° пн. ш. 77.45917° зх. д. (34.829814, -77.459180).  За даними Бюро перепису населення США в 2010 році переписна місцевість мала площу 19,17 км², уся площа — суходіл.

## Демографія
Згідно з переписом 2010 року, у переписній місцевості мешкали 8352 особи в 2933 домогосподарствах у складі 2310 родин. Густота населення становила 436 осіб/км².  Було 3054 помешкання (159/км²).
Расовий склад населення:
| - 68,1 % — білих - 20,8 % — чорних або афроамериканців - 2,2 % — азіатів - 0,7 % — корінних американців - 0,4 % — вихідців з тихоокеанських островів - 2,7 % — осіб інших рас |

До двох чи більше рас належало 5,2 %. Частка іспаномовних становила 9,8 % від усіх жителів.
За віковим діапазоном населення розподілялося таким чином: 29,8 % — особи молодші 18 років, 63,9 % — особи у віці 18—64 років, 6,3 % — особи у віці 65 років та старші. Медіана віку мешканця становила 27,8 року. На 100 осіб жіночої статі у переписній місцевості припадало 94,1 чоловіків;  на 100 жінок у віці від 18 років та старших — 91,0 чоловіків також старших 18 років.
Середній дохід на одне домашнє господарство  становив 60 516 доларів США (медіана — 53 150), а середній дохід на одну сім'ю — 63 219 доларів (медіана — 55 270). Медіана доходів становила 41 056 доларів для чоловіків та 31 215 доларів для жінок. За межею бідності перебувало 19,1 % осіб, у тому числі 23,9 % дітей у віці до 18 років та 11,5 % осіб у віці 65 років та старших.
Цивільне працевлаштоване населення становило 2781 особа. Основні галузі зайнятості: освіта, охорона здоров'я та соціальна допомога — 24,6 %, мистецтво, розваги та відпочинок — 15,7 %, роздрібна торгівля — 10,2 %, науковці, спеціалісти, менеджери — 8,5 %.